# Peoples Energy
Peoples Energy (Peoples Gas) to spółka holdingowa, której główne dochody pochodzą ze ściągania należności za rachunki za gaz od mieszkańców Chicago i okolic.
Spółka odpowiedzialna jest za dostarczanie gazu do około 830 tys. gospodarstw domowych, zatrudnia około 1500 pracowników.
Peoples Gas zrzesza takie przedsiębiorstwa jak:
- Peoples Energy Resources Company,
- LLC,
- Peoples Energy Services Corporation,
- Peoples Energy Production Company,
- Peoples District Energy Corporation.